# Hubert Stanley Kreyer
Hubert Stanley Kreyer, britanski general, * 1890, † 1949.